# Laguna Macasabe
Laguna Macasabe är en sjö i Colombia.   Den ligger i departementet Guainía, i den östra delen av landet, 700 km öster om huvudstaden Bogotá. Laguna Macasabe ligger 87 meter över havet. Arean är 3,0 kvadratkilometer. I omgivningarna runt Laguna Macasabe växer i huvudsak städsegrön lövskog. Den sträcker sig 3,3 kilometer i nord-sydlig riktning, och 3,0 kilometer i öst-västlig riktning.